# Espectros (obra de teatro)

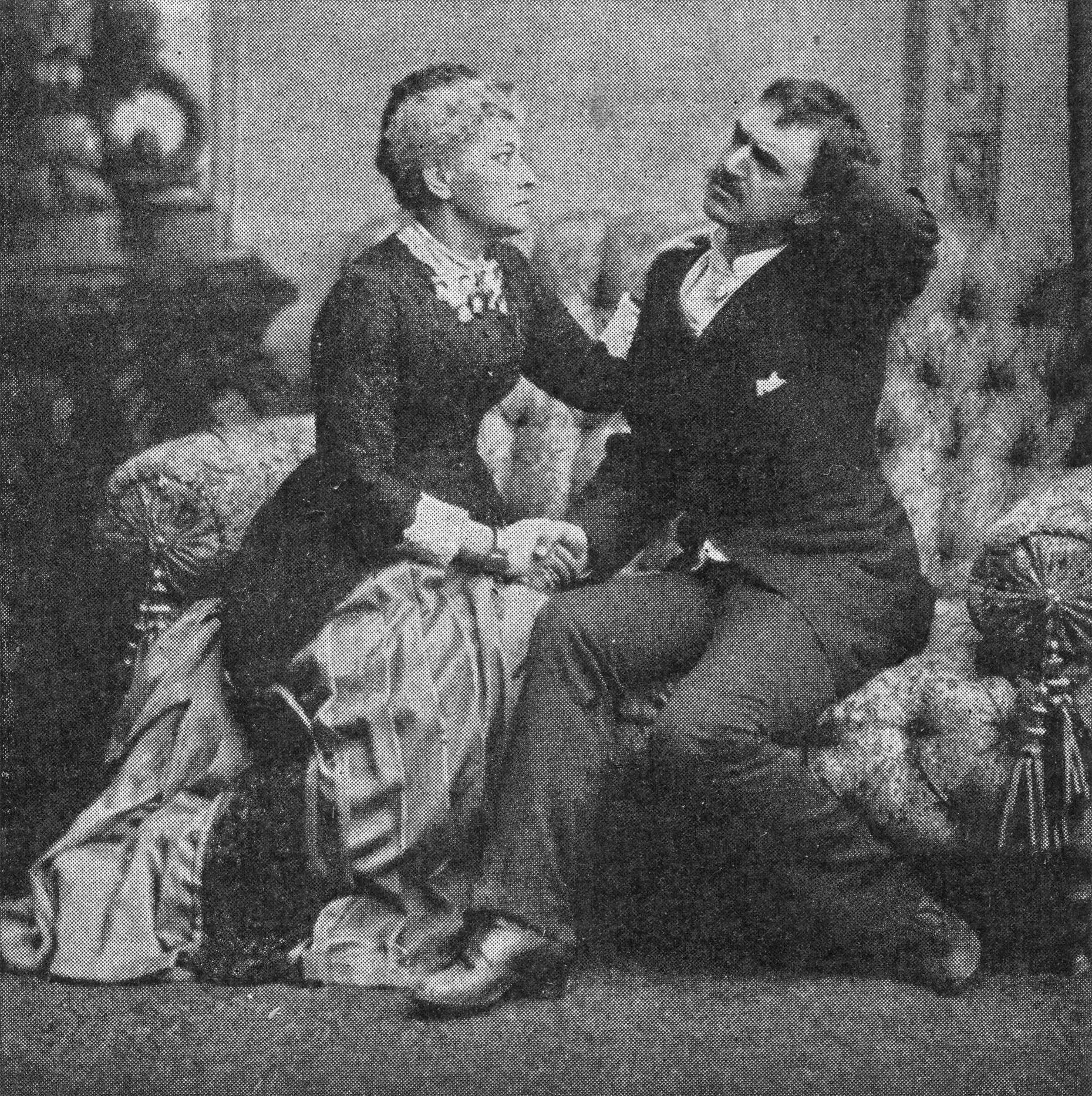
Hedvig Winterhjelm y August Lindberg en la representación sueca de 1883

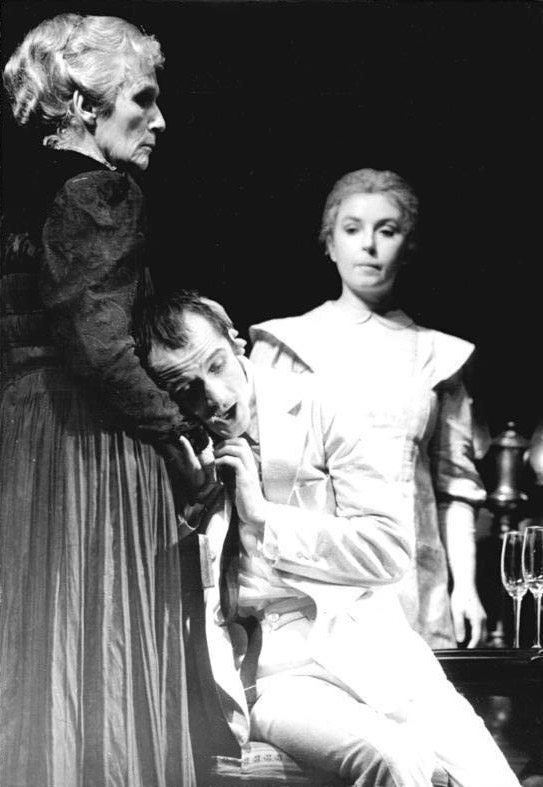
Imagen de una representación de la obra en Berlín, 1983

Espectros (Gengangere en su título original), también traducida al español como Los aparecidos es una obra de teatro en tres actos del dramaturgo noruego Henrik Ibsen, escrita en 1881 y estrenada en 1882. Se considera esta obra como un exponente de la corriente denominada Naturalismo literario.

## Argumento
Helen Alving es una viuda acomodada que está financiando la construcción de un orfanato que dedicará a la memoria de su marido fallecido, el Capitán Alving, que conserva una enorme estima social en la zona. Sin embargo, en su día, Helen le confesó a su consejero espiritual, el Pastor Manders las miserias de su matrimonio: El Capitán era un alcohólico mujeriego, que además había dejado embarazada a una sirvienta. Helen se esforzó por ocultar la situación, y por consejo del Pastor y por temor al rechazo de la comunidad, se mantuvo junto a su marido hasta su fallecimiento, pese a las continuas infidelidades que hubo de soportar. 
Posteriormente, Helen descubre que Oswald, su único hijo (al que había enviado lejos para evitar que fuese corrompido por el padre), padece sífilis hereditaria y lo que es peor, se ha enamorado de la joven Regina Engstrand, que resulta ser hija ilegítima del Capitán, y por tanto hermana paterna de Oswald. Helen se ve abocada a confesar esta verdad a su hijo y a Regina, que huye destrozada. Oswald por su parte, se enfrenta a la muerte por su enfermedad.

## Personajes
- Elena Alving, viuda del Capitán Alving, gentil hombre de la cámara
- Oswaldo Alving, su hijo, pintor
- Pastor Manders, viejo amigo de Elena Alving
- Jacob Engstrand, carpintero
- Regina Engstrand, doncella de Elena

## Representaciones destacadas
- Aurora Turner Hall, Chicago, Estados Unidos, 20 de mayo de 1882. Estreno mundial (representada en noruego para inmigrantes).[2]
  - Intérpretes: Helga von Bluhme (Helen Alving).
- Stads Theater, Helsingborg, Suecia, 22 de agosto de 1883.
  - Hedvig Winterhjelm (Helen Alving), August Lindberg (Oswald).
- Théâtre-Libre, París, 30 de mayo de 1890.
  - Traducción: Rodolphe Darzens.
  - Dirección: André Antoine.
- Teatro Olimpo, Barcelona, 16 de abril de 1896. En catalán. Estreno en España.[4]
  - Traducción: Pompeu Fabra.
  - Intérpretes: María Costa (Sra. Alving), Elvira Fremont-Verdier (Regina), Ignasi Iglesias (Osvald), Jaume Brossa (Pastor Manders), Miquel Sirvent (Engrestrand).
- Teatro Politeama, Buenos Aires, 1896.[5]
  - Intérpretes: Alfredo De Sanctis.
- Teatro de la Princesa, Madrid, 1906.[6]
  - Traducción: P.Gener.
  - Intérpretes: José Tallaví (Osvaldo), Sra. Santocha (Sra. Alving), Sta. Villar (Regina).
- Comédie de Genève, Ginebra, 1916.
  - Dirección: Georges Pitoëff.
- Teatro Costanzi, Roma, 5 de diciembre de 1922.
  - Intérpretes: Eleonora Duse (Sra. Alving).
- Empire Theatre, Nueva York, 12 de diciembre de 1935[7]
  - Dirección: Alla Nazimova
  - Intérpretes: Alla Nazimova (Mrs. Helen Alving), Harry Ellerbe (Oswald Alving), Ona Munson (Regina Engstrand), McKay Morris (Pastor Manders), Raymond O'Brien (Jacob Engstrand).
- Sala Chopin, Ciudad de México, México, 4 de mayo de 1962.[8]
  - Dirección: Lewis A. Riley
  - Traducción: Salvador Novo
  - Intérpretes: Dolores del Río (Helen Alving).
- Brooks Atkinson Theatre, Nueva York, 1982.
  - Dirección: John Neville
  - Intérpretes: Liv Ullmann (Mrs. Helen Alving), Kevin Spacey (Oswald Alving), Jane Murray (Regina Engstrand), John Neville (Pastor Manders), Edward Binns (Jacob Engstrand).
- Teatro Albéniz, Madrid, 1994.[9]
  - Dirección: John Strasberg.
  - Intérpretes: Julieta Serrano (Helen), José María Pou, Jaume Valls, Francisco Merino y Laura Jou.
- Almeida Theatre, Londres, 2013.
  - Dirección:  Richard Eyre.
  - Intérpretes:  Lesley Manville, Jack Lowden, Will Keen, Charlene McKenna, Brian McCardie.

## Adaptaciones cinematográficas
La obra se ha llevado al cine en varias ocasiones:
- Ghosts (2008), de Eirik Smidesang Slåen. Francia.
- Ghosts (2007), de Malcolm Hossick. Reino Unido.
- Sonntagsluft (2005), de Frank A. Buecheler. Alemania.
- Ghosts (1997), de Ryan Cunningham. Estados Unidos.
- Gespenster (1918), de Otto Kreisler. Alemania. Con Anton Edthofer y Erika Wagner.
- Ghosts (1915), de George Nichols. Estados Unidos. Con Henry B. Walthall, Mary Alden y Loretta Blake.

## Adaptaciones para televisión
Igualmente, en numerosas oportunidades se ha adaptado a la pequeña pantalla. Pueden mencionarse las siguientes:
- Reino Unido, en el espacio Play of the Month de la BBC, 17 de marzo de 1968.
  - Intérpretes: Celia Johnson, Tom Courtenay, Donald Wolfit, Fulton Mackay, Vickery Turner.

- España, en el espacio Estudio 1 de TVE, 2 de febrero de 1976.[10]
- PORRAS, Gabriel: Conversaciones con Alberto González Vergel. Sesenta años innovando en teatro y televisión. RESAD. Fundamentos. Madrid. 2020.</ref> 
  - Adaptación, dirección y realización: Alberto González Vergel.
  - Intérpretes: Marisa de Leza (Helen), Ana María Vidal (Regina), Francisco Guijar (Osvaldo), Luis Prendes (Manders), Manuel Díaz González (Engstrand).

- Reino Unido, en el espacio Theatre Night de BBC, 14 de junio de 1987.
  - Intérpretes: Judi Dench (Helen), Natasha Richardson (Regina), Kenneth Branagh (Oswald), Michael Gambon (Manders), Freddie Jones (Engstrand).